# Efjord
Der Efjord (norwegisch: Efjorden, lulesamisch: Áhtávuodna) ist ein Fjord in der Gemeinde Narvik in der Provinz (Fylke) Nordland.

## Lage
Der Fjord liegt südlich der Stadt Narvik in der gleichnamigen Kommune. Er schert sich von Nordwesten kommend in das Land hinein, an seinem südöstlichsten Punkt befindet er sich etwa 15 km von der schwedischen Grenze entfernt. Der Fjord ist ein südlicher Arm des Ofotfjordens. Im westlichen Abschnitt des Efjords liegen mehrere Inseln. Am südlichen Ufer befinden sich Erhebungen mit über 1000 moh.

## Verkehr
Über drei aufeinander folgende Brücken führt die Europastraße 6 (E6) über den Efjord. Zwischen den Brücken liegen jeweils Inseln. An der Südseite des Fjords führt der Riksvei 827 entlang, bevor er vor der ersten der drei Brücken in die E6 mündet.